# Menschen – das Magazin
Menschen – das Magazin, ist eine Zeitschrift, die in Deutschland erscheint. Zuerst nur im Bahnhofs- und Flughafenbuchhandel vertrieben, ist sie mittlerweile im gesamten Zeitschriftenhandel erhältlich. Sie wird von der Aktion Mensch herausgegeben und ist an eine breite Leserschaft gerichtet. Sie erschien vierteljährlich von 2004 bis 2017. Seit 2017 erscheint sie unter dem neuen Titel Menschen: inklusiv leben halbjährlich.
Im Zentrum des Sozialmagazins stehen Reportagen, Features, Porträts und Interviews rund um die Themen Inklusion, Behindertenhilfe und -selbsthilfe sowie Kinder- und Jugendhilfe. Mit Heft 1/2014 startete eine stark erweiterte Online-Ausgabe mit Zusatzinformationen, Fotos und Videos. Dort stehen zudem die meisten Beiträge in Leichter Sprache und alle Artikel als Hörversion bereit. Außerdem gibt es eine Blindenhörbuch-Ausgabe auf CD.

## Fernsehsendung
Seit 2003 unterstützte eine gleichnamige Fernsehsendung im ZDF die Anliegen der Zeitschrift als Nachfolgesendungen von Die große Hilfe (1976 bis 1995) und Mach mit (1994 bis 2002). Moderatoren waren von 2003 bis 2007 Stephan Greulich, der auch schon die Vorgängersendung Mach mit moderiert hatte, und von 2007 bis 2014 Bettina Eistel als erste Fernsehmoderatorin mit Behinderung, die seit 2005 Reportagen und spezielle Events präsentiert hatte. Ab dem 6. September 2014 präsentierte Sandra Olbrich das Magazin. Die drei letzten Sendungen moderierte Michael Sahr, mit der Ausgabe vom 21. August 2021 wurde das Magazin eingestellt. Am 4. September 2021 startete auf dem Sendeplatz samstags um 12:00 Uhr als Folgeformat die Reportagereihe einfach Mensch, die nicht mehr über Menschen berichten soll, sondern die Betroffenen sollen selbst aus ihrer eigenen Sicht erzählen. In diesem Zug wurde auch die Reihe Besonders normal auf 3sat im Juni 2021 in Einfach Mensch! umbenannt. Redaktionsleiterin für alle Formate ist seit Mai 2018 Swea Schilling.
Wöchentlich sonntags werden die Gewinner der Verlosung in Aktion Mensch – Glückszahlen der Woche bekanntgegeben. Aktueller Botschafter ist Rudi Cerne.